# Hyposoter cryptocentrus
Hyposoter cryptocentrus là một loài tò vò trong họ Ichneumonidae.